# Rubén Pérez Ortega
Rubén Pérez Ortega (Miranda de Ebro, 27 de julio de 1988) es un futbolista español. Juega como delantero para el Club Deportivo Varea.

## Trayectoria
Su primer equipo fue el desaparecido Logroñés C. F. de la Segunda División B de España. Tras jugar su única temporada con el club riojano,  Club Deportivo Mirandés, con quien logró ser campeón de liga en la temporada 2007-08 y el ascenso a Segunda División B un año después. Tras finalizar la temporada fue fichado por el Cádiz C. F.. Aunque fue fichado para el Cádiz C. F. "B", la pretemporada la hizo con el primer equipo del Cádiz C. F.. Durante la temporada 2010-11 fue el pichichi del equipo gaditano. En verano de 2011 fichó por el Club Deportivo Varea de la tercera división riojana.

## Distinciones individuales
- Máximo goleador de Tercera División 2011-12 (141 goles)